# Jan van den Acker
Jan van den Acker, auch Jean van der Ackere (* 13. Juli 1836 in Antwerpen; † 28. August 1881 in Rotterdam) war ein belgischer Violinist, Dirigent und Komponist.

## Leben
Jan van den Acker wurde als Sohn des Schneiders Corneille Vincent van den Acker und seiner Mutter Isabelle Marie Kockx geboren. Er heiratete Jeanette Franck. Sie wohnten in der Rubensstraat Nr. 12. Einige Jahre war er Dirigent an der Flämischen Oper in Antwerpen. Beim Kunstfeest in Antwerpen im August 1861 war van der Ackeren Juror in der Kategorie Romancen. 1868 war er Second Chef d’Orchestre [Zweiter Dirigent] am Théâtre-Royal in Antwerpen. Danach war er Dirigent am Theatre des Variétés. Zu dieser Zeit schrieb er diverse Bühnenwerke. Er konzertierte auch in Paris und Rotterdam. 1881 starb er in Rotterdam.

## Werke (Auswahl)

### Opern
Zwischen 1855 und 1866 schrieb Jan van den Acker zwölf Opern in niederländischer Sprache, die alle am Théâtre-Royal in Antwerpen uraufgeführt wurden.
- Vijf jaar gewacht, Oper in einem Akt, 9. Dezember 1855
- Een Aventuer van Keiser Karl, Oper in einem Akt, Libretto: Napoléon Destamberg, 23. Januar 1856[3]
- De Dorpsmeeting, Oper in einem  Akt, Libretto: Emmanuel Rosseels (1818–1904), 21. Oktober 1857
- De Zinnelooze van Ostade,  Oper in einem Akt, Libretto: Napoléon Destamberg, 6. Dezember 1857[4]
- Jacob Bellamy, Oper, Libretto: Napoléon Destamberg, 1858[5][6]
- Moor en Crispijn, Oper, Libretto: Harry Peters, 5. Dezember 1858
- Het Lied van Margot, Oper in zwei Akten, 26. Oktober 1859
- Romeo en Marielle, Oper in einem Akt, 26, Oktober 1859
- Rosalinde, Zangspel [Singspiel] in drei Akten, Libretto: Emmanuel Rosseels, 1861[7]
- Hageroos de gesten wachtster, Oper in zwei Akten, Libretto: Napoléon Destamberg, 5. Januar 1862
- Antoon van Dijck oder Van Dyck te Saventhem, Oper in einem Akt, Libretto: Emmanuel Rosseels, 7. Januar 1863[8][9]
- Koppen en Letteren, Oper in einem Akt, 12. November 1866

### Schauspiel- und Bühnenmusiken
- Jan de Postrijder, Drama in 5 Akten und neun Bildern aus dem Englischen von Arranha Pogue, komponiert für die Aufführungen der Tooneelgezelschap Antwerpen[10]

### Sonstige Werke
- Quadrille. Aus Anlass des Besuches der königlichen Familie wurde im Oktober 1860 eine eigens komponierte Quadrille Jan van den Ackers durch das Orchester des Theatre des Variétés aufgeführt. In dieser Quadrille verarbeitete er diverse vaterländische Lieder, wie Niederländisch Blut und Brabangon.[11]
- De Crinoline Rokken, Komisch Lied, Text: J. v. Rijswijk[12]
- Een kusjen, als ’t u b’lieft ! Text: Frans De Cort (1742–1810), nach der Melodie Als Peerlala lag in de kist
- Levensreugd Text: Frans De Cort, 1855[13]
- Schoone Beloften, Text: Frans De Cort (1742–1810), 1856
- Raed eener moeder, Romance,Text: Paul Billiet, publiziert bei Possoz, Antwerpen, 1858[14]
- Volksmarsch[15]
- Het Kanailje Volkslied. Text: Hendrik van Offel[16]
- Madeliefken, Text: Hendrik van Offel[17]
- Krelis Steenkop, eerste Couplet[18]
- Kluchtlied, Text. F. de Cort[19]
- Neerlands’ Vlag, Text: P. Kiersten[20]
- De Salon, Text: P. Kiersten[21]